# 웨스 앤더슨
웨스 앤더슨(영어: Wes Anderson, 1969년 5월 1일 ~ )은 미국 영화 감독, 작가, 배우이다. 2001년 영화 로얄 테넌바움으로, 그리고 2012년 문라이즈 킹덤, 2014년 그랜드 부다페스트 호텔로 아카데미 각본상 후보에 올랐다. 또한 2009년에는 판타스틱 Mr. 폭스로 아카데미 장편 애니메이션 작품상 후보로 올랐다. 2014년 그랜드 부다페스트 호텔로 처음 아카데미 감독상 후보로 올랐고 골든 글로브 어워드에서 최우수 영화상(뮤지컬 혹은 코메디)를 수상했으며 2015년 같은 영화로 BAFTA 어워드에서 최우수 오리지널 각본상을 수상했다.그는 현재 자신이 1998년 창설한 아메리칸 임페리얼 픽쳐스를 운영하고 있다.2018년 스톱-모션 애니메이션 영화 개들의 섬으로 실버 베어 최우수 감독상을 수상했다.
그의 영화들에는 유사한 미학적 요소가 차용되며, 의도적이고 체계적인 촬영기법이 원색들과 함께 쓰인다. 그의 영화 속 배경음악은 포크 음악과 초기 락 음악, 특히 고전적인 브리티시 락이라는 특징이 있다. 앤더슨의 영화는 건조한 유머와, 결함있는 사람들에 대한 슬픈 묘사의 결합이다.—종종 부유층과 노동자 계층의 결합이기도 하다. 그는 또한 같은 배우, 스탭들과 함께 다양한 작품에서 일하는 것으로 유명하다.

## 유년 시절
웨스 앤더슨은 1969년 5월 1일 휴스턴, 텍사스에서 태어났다. 그의 아버지, 멜버 앤더슨은 광고와 PR회사를 운영했으며 그의 어머니, 텍사스 앤더슨은 고고학자였고 나중에 공인중개사가 되었다. 웨스 앤더슨은 두 명의 형제, 에릭과 멜과 함께 자랐으나 그들의 부모는 앤더슨이 8살일 때 이혼했다. 앤더슨이 나중에 그 이혼에 대해 "나와 내 형제들이 자라면서 있었던 가장 잔인한 일"이라고 묘사했다. 이 일은 영화 로얄 테넌바움 이야기의 전제가 되었다. 앤더슨은 어렸을 적, 그와 그의 형제들이 출연하는 슈퍼 8mm필름 영화를 여러 개 제작했다.
그는 웨스트체스트 고등학교를 다녔고 텍사스의 사립학교이자 앤더슨의 영화 "맥스군 사랑에 빠지다"의 배경이 된 세인트 존스 스쿨을 다녔다. 세인트 존스 스쿨을 졸업하고 앤더슨은 University of Texas at Austin에 입학했다. 그곳에서 그는 추후 앤더슨 영화에 빼놓을 수 없는 오언 윌슨을 만난다. 앤더슨과 윌슨은 극본 작문 수업에서 만났으며 룸메이트가 되었다. 그 후 그들은 "바틀 로켓"이라 불리는 장편 영화 대본을 함께 작업했다. 1991년, 앤더슨은 철학에 대한 학사학위를 받았고 1992년에는 "바틀 로켓"의 단편을 만들었다.

## 영화

### 1996–2012년
앤더슨의 데뷔작인 1996년작 《바틀 로켓》은 범죄 코미디 영화로, 텍사스 젊은이들이 강도를 벌이려는 열망을 무겁지 않고 재미있게 그려낸다. 비록 영화는 흥행하지는 못했지만 비평가들의 환호를 받았다. 영화 감독 마틴 스코세이지는 《바틀 로켓》을 그가 가장 좋아하는 1990년대의 영화 중 하나로 꼽았다. 앤더슨의 다음 영화인 《맥스군 사랑에 빠지다》는 초등학교 선생을 향한 고등학생의 짝사랑에 대한 괴짜 코미디 영화로 더 큰 규모로 제작 되었고, 평단의 갈채를 받았다. 이 영화의 성공은 앤더슨이 커리어를 쌓고, 빌 머리가 독립 영화 배우로 자리를 잡는 데 도움이 되었다. 머리는 그 때부터 앤더슨의 모든 영화에 출연하기 시작했다. 2000년에 스코세이지 감독은 에스콰이어 잡지와의 인터뷰에서 앤더슨에 대해 말하며 《바틀 로켓》과 《맥스군 사랑에 빠지다》를 칭찬했다.
앤더슨의 다음 코미디-드라마 영화인 《로얄 테넌바움》은 뉴욕의 성공한 예술 가족과 외면받는 가장에 대한 이야기이다. 이는 2012년 《문라이즈 킹덤》 전까지 가장 성공한 앤더슨의 영화이다. 미국 박스오피스에서 5천만 달러 이상을 벌어들였고, 아카데미 영화제 후보에 올랐다. 또한 엠파이어에 의해 159번째로 위대한 영화로 선정되었다.
다음 장편 영화인 《스티브 지소와의 해저 생활》은 머리가 다큐멘터리 감독 자크 콩스토에스크(Jacques Consteau-esque)를 연기했으며, 앤더슨의 전형적인 스타일을 보여주었으나, 평론가들은 그의 전작들에 비해 이 작품을 좋아하지 않았다. 박스오피스 성적 또한 《로얄 테넌바움》에 미치지 못했다.
《스티브 지소와의 해저 생활》이 상업적으로, 그리고 평론에서도 실망스러운 반응을 얻은 후, 2006년 9월, 스틸리 댄의 월터 베커와 도널드 페이건은 조롱하듯 웨스 앤더슨의 예술적 "문제"에 대한 "반성의 편지"를 발매했다. 그들은 "세계 영화"의 팬, 특히 앤더슨의 팬이라고 밝히며 다즐링 주식회사의 배경 음악-타이틀 음악의 가사를 포함한-을 담당할 것을 제안했다.
《다즐링 주식회사》(2007)는 관계가 서먹한 세 형제가 함께 인도 기차여행을 하는 이야기다. 로얄 테넌바움과 비슷한 정서를 갖고 있으나 역시 해저생활과 같은 비평을 받았다. 인도에서 이 영화를 촬영한 것은 인도 영화감독인 샤트야지트 레이 헌정의 의미도 있었는데 레이의 영화에 대해 앤더슨은 "내 모든 영화에 여러 방식으로 영감을 주었다"고 했다. 이 영화는 샤트야지트 레이에게 헌정되었다. 앤더슨 배우 사단인 제이슨 슈왈츠먼, 오웬 윌슨, 에이드리언 브로디가 출연했고 각본은 앤더슨과 슈활츠만, 로만 코폴라가 함께 썼다.
2008년, 앤더슨은 프랑스 영화 《마이 베스트 프렌드》의 미국판을 위한 각본을 제작자 브라이언 그레이저에게 의뢰를 받았다. 앤더슨의 초고 제목은 "로젠할러 스위트룸"이었다.
로알드 달의 책 《판타스틱 Mr. 폭스》를 스톱 모션 애니메이션으로 만든 앤더슨의 영화는 2009년 개봉되었다. 이 영화는 극찬을 받았으며 아카데미상 최우수 애니메이션에 후보로 올랐으나 투자한 제작비 대비 그리 많은 수익은 올리지 못했다.

### 2012년 –현재
<판타스틱 Mr. 폭스>로 평단의 극찬을 받은 것에 이어 앤더슨은 <문라이즈 킹덤>을 제작하였고 2012년 칸느영화제에서 개봉된다. 앤더슨 특유의 스타일을 보여주는 이 영화는 상업적 성공을 거두었고 또 다시 아카데미 각본상 후보에 오른다.
뒤이은 앤더슨의 차기작 <그랜드 부다페스트 호텔>은 그의 배우 사단인 빌 머레이, 오웬 윌슨, 제이슨 슈왈츠먼 외에 랄프 파인즈, 주드 로, F. 머리 에이브러햄, 시얼샤 로넌 등이 출연했다. 1930년대를 배경으로 호텔 벨보이 M. 구스타브의 모험을 다룬 것으로 뉴욕타임즈는 "역사를 향한 기묘한 조소, 그 끔찍함을 우아한 유머와 짓궂은 제스처로 바꾸어 버렸다"고 평했다. 이 영화는 평단의 평가와 상업성 모두에서 성공을 거두어 전세계적으로 1억7천6백만 달러를 벌었으며 다수의 어워드에 후보로 올랐다. 오스카상의 경우 9개 부문에 후보로 올라 (처음으로 최우수 감독상 후보에 올랐다) 4개 부분을 수상했다.
앤더슨은 <개들의 섬>으로 또다시 스톱모션 애니메이션에 도전했다. 목소리 더빙으로 참여한 이들은 빌 머레이, 브라이언 크랜스톤, 틸다 스윈튼, 리브 슈라이버, 프란시스 맥도맨드, 스칼렛 요한슨, 그레타 거윅, 제프 골드블룸, F. 머리 에이브러햄, 하비 카이텔, 아키라 이토, 아키라 타카야마, 코유 랜킨, 코트니 B. 밴스, 요코 오노, 에드워드 노튼 등이다. 영화 제작은 2016년 10월 영국에서 시작되었고 2018년 3월 23일 소수의 영화관에서 상영되었고 2018년 4월 6일 대대적으로 개봉되었다.
앤더슨은 또한 주목할 만한 단편들도 제작했다. <바틀 로켓>의 단편 외에도 파리를 배경으로 한 <호텔 슈발리에>(2007)는 <다즐링 주식회사>의 프롤로그와도 같은 단편으로 제이슨 슈왈츠먼이 나탈리 포트먼과 함께 출연했고 이탈리아를 배경으로 한 <까스텔로 까발캉티>(2013)는 프라다가 제작을 맡았고 역시 제이슨 슈왈츠먼이 불운의 레이스카 드라이버로 나온다. 또한 다수의 TV 광고 감독도 했는데 스텔라 아르투아, 프라다 같은 회사 광고를 비롯하여 아메리칸 익스프레스 광고에는 직접 출연하기도 했다.
앤더슨에게 영향을 끼친 영화계 인물들로는 프랑수아 트뤼포, 루이 말, 페드로 알모도바르, 사티야지트 레이, 존 휴스턴, 마이크 니콜라스, 할 애쉬비, 스탠리 큐브릭, 마틴 스코세이지, 오손 웰스, 로만 폴란스키 등이 있다.

## 감독 기법
앤더슨은 자신만의 독특한 스타일을 갖고 있으며 평론가들 중에는 그를 작가주의 감독으로 칭하는 이들도 있다.

### 테마와 스토리
앤더슨은 비탄과 애도, 순수의 상실, 역기능 가정, 버림받은 자녀, 간통, 형제간의 갈등, 어울리지 않는 우정과 같은 무겁고 우울한 주제를 가지고 빠르게 진행되는 코메디물을 주로 만들어 왔다. 그의 영화들은 특이한 인물들을 중심으로 전개되며 "쿨한 책벌레" 같은 스타일로 조롱과 찬사를 동시에 받고 있다. 그의 영화는 절도나 뜻밖의 실종과 같은 플롯을 종종 취하며 하이스트 영화(절도 행위를 하는 모습과 과정을 상세히 보여주는 영화) 기법을 자유롭게 사용한다.

### 비주얼 스타일
앤더슨은 플랫 스페이스 카메라 작동, 강박적 대칭 구도, 놀링 기법(피사체들을 병렬 혹은 90도로 배치하는 것), 스냅 줌, 슬로우 모션, 의도적으로 제한된 색감, 수제 소품(종종 축소 모형) 등으로 유명하다. 이런 선택적 스타일들은 그의 영화를 매우 독특하게 해주었으며 이에 관한 토의와 연구, 패러디까지 이어지고 있다. 많은 작가와 평론가, 그리고 앤더슨 자신도 그의 영화들은 "그 자체적인 세계", 혹은 "축적 모형 가정"과도 같다고 말한다. 제시 폭스 메이샤크는 그의 영화에 대해 "바로크 팝 적이지만 현실주의자도, 초현실주의자도 마술적 현실주의자(실제 사건과 환상이 뒤섞인 글을 쓰는 방식)도 아니다"라고 평하며 오히려 "이야기꾼이라 할 수 있다"고 했다.
영화 해저 생활 이후 앤더슨은 스톱 모션 애니메이션과 축소 모형에 더욱 치중하며 <판타스틱 미스터 폭스>나 <개의 섬>과 같은 스톱 모션 애니메이션 영화를 만들기도 했다.

### 사운드트랙
앤더슨은 1960~70년대 팝음악들을 영화에 많이 사용하며 각 영화마다 특정 밴드나 뮤지션의 음악을 주로 사용하는 경향을 보인다. <러시모어>의 경우 캣 스티븐스와 브리티시 인베이젼 그룹들이 주를 이루었고 <로얄 테넨바움>에서는 니코와 벨벳 언더그라운드의 곡들이, <해저 생활>에서는 데이브드 보위의 원곡들과 함께 출연진이었던 서 요게(Seu Jorge)가 부른 데이브드 보위 곡들이, <다즐링 주식회사>와 <러시모어>에는 킨크스(The Kinks)의 곡들이, <환타스틱 미스터 폭스>에는 비치 보이스(Beach Boys) 곡들이, <문라이즈 킹덤>에는 해행크 윌리암스(Hank Williams)의 곡들과 함께 주요 플롯마다 벤자민 브리튼의 음악이 쓰였다. 한편 대부분 1930년대를 배경으로 한 <그랜드 부다페스트 호텔>의 경우 팝 음악들을 사용하지 않은 최초의 앤더슨 영화로 알렉상드르 데스플라(Alexandre Desplat)가 오리지널 사운드트랙을 맡았다. 이 영화 음악으로 데스플라는 아카데미 최우수 영화음악상, BAFTA 어워드 올해의 최우수 영화음악상, 월드 사운드트랙 어워드 올해의 최우수 영화음악상을 수상했다. 앤더스 영화에 사용된 사운드트랙들은 종종 그 아티스트들을 재조명하는 효과를 내기도 했는데 <로얄 테넨바움>에 삽입되었던 "These Days"가 그 좋은 예다.

## 사생활
앤더슨은 레바논 출신의 작가이자 의상 디자이너, 성우인 주만 말로프(Juman Malouf)와 연인 관계다.
말로프와 사이에서 2016년 딸 프레야가 태어났다. 딸 이름은 <모탈 스톰>에 나오는 배역의 이름에서 따왔다. 앤더슨은 파리에 살고 있으며 상당 시간을 뉴욕에서 보낸다.
그의 형제이자 화가인 에릭 체이스 앤더슨(Eric Chase Anderson)은 앤더슨 영화의 크라이테리언 컬렉션을 제작했고 (<문라이즈 킹덤>은 제외) 영화 <판타스틱 Mr. 폭스>에서 크리스토퍼슨 실버폭스의 목소리를 맡았다.

## 단골 협업자들
앤더슨 영화에는 반복해서 나오는 배우나 함께하는 스텝들을 비롯한 협업자들이 있다. 윌슨 형제 (오웬, 루크, 앤드류), 빌 머레이, 윌럼 데포, 제프 골드버그, 에드워드 노턴, 시모어 카셀, 안젤리카 휴스턴, 제이슨 슈왈츠먼, 쿠마 팔라나와 아들 디팍 팔라나, 스테판 디그난, 브라이언 테넨바움, 에릭 체이스 앤더슨(앤더슨의 형제) 등이다. 이 외에도 자주 함께 일하는 이들 중에는 작가인 노아 바움바흐(<스티브 지소와의 해저 생활>, <판타스틱 Mr. 폭스>를 함께 썼고 그의 영화 <오징어와 고래> 제작에 앤더슨이 함께 했다), 로만 코폴라(공동 집필 및 제2 제작진 감독), 오웬 윌슨(앤더슨의 영화 세 편 시나리오를 공동 집필 했다), 촬영기사인 로버트 요먼(A.S.C.), 음악감독인 랜달 포스터, 작곡가인 마크 마더즈보, 알렉상드르 데스플라 등이다.

## 작품
| 년도 | 제목                        | 연출 | 제작 | 각본 | 연기 | 배역                  | 비고                                              |
| ---- | --------------------------- | ---- | ---- | ---- | ---- | --------------------- | ------------------------------------------------- |
| 1992 | 바틀 로켓                   | O    |      | O    |      |                       | 오언 윌슨과 공동 집필한 단편영화                  |
| 1996 | 바틀 로켓                   | O    |      | O    |      |                       | 오언 윌슨과 공동 집필                             |
| 1998 | 맥스군 사랑에 빠지다        | O    | O    | O    |      |                       | 오언 윌슨과 공동 집필                             |
| 2001 | 로얄 테넌바움               | O    | O    | O    | O    | 테니스 게임 해설자 #1 | 오언 윌슨과 공동 집필                             |
| 2004 | 스티브 지소와의 해저 생활   | O    | O    | O    |      |                       | 노아 바움백과 공동 집필                           |
| 2005 | 오징어와 고래               |      | O    |      |      |                       | 피터 뉴먼, 찰리 코윈, 클래라 마코위즈와 공동 제작 |
| 2007 | 호텔 쉐빌리에               | O    |      | O    |      |                       | 단편 영화, 다즐링 주식회사의 프롤로그로 제작됨    |
| 2007 | 다즐링 주식회사             | O    | O    | O    |      |                       | 제이슨 슈워츠먼, 로만 코폴라와 공동 집필          |
| 2009 | 판타스틱 미스터 폭스        | O    | O    | O    | O    | 위즐                  | 노아 바움백과 공동 집필                           |
| 2012 | 문라이즈 킹덤               | O    | O    | O    |      |                       | 로만 코폴라와 공동 집필                           |
| 2014 | 그랜드 부다페스트 호텔      | O    | O    | O    |      |                       |                                                   |
| 2014 | 쉬즈 퍼니 댓 웨이           |      | O    |      |      |                       | 노아 바움백과 공동 제작                           |
| 2018 | 개들의 섬                   | O    | O    | O    |      |                       |                                                   |
| 2021 | 프렌치 디스패치             | O    | O    | O    |      |                       |                                                   |
| 2023 | 애스터로이드 시티           | O    | O    | O    |      |                       |                                                   |
| 2023 | 기상천외한 헨리 슈거 이야기 | O    | O    | O    |      |                       | 단편 영화                                         |
| 2023 | 백조                        | O    | O    | O    |      |                       | 단편 영화                                         |
| 2023 | 쥐잡이 사내                 | O    | O    | O    |      |                       | 단편 영화                                         |
| 2023 | 독                          | O    | O    | O    |      |                       | 단편 영화                                         |
| 2025 | 페니키안 스킴               | O    | O    | O    |      |                       |                                                   |